# Metrostation Meenambakkam

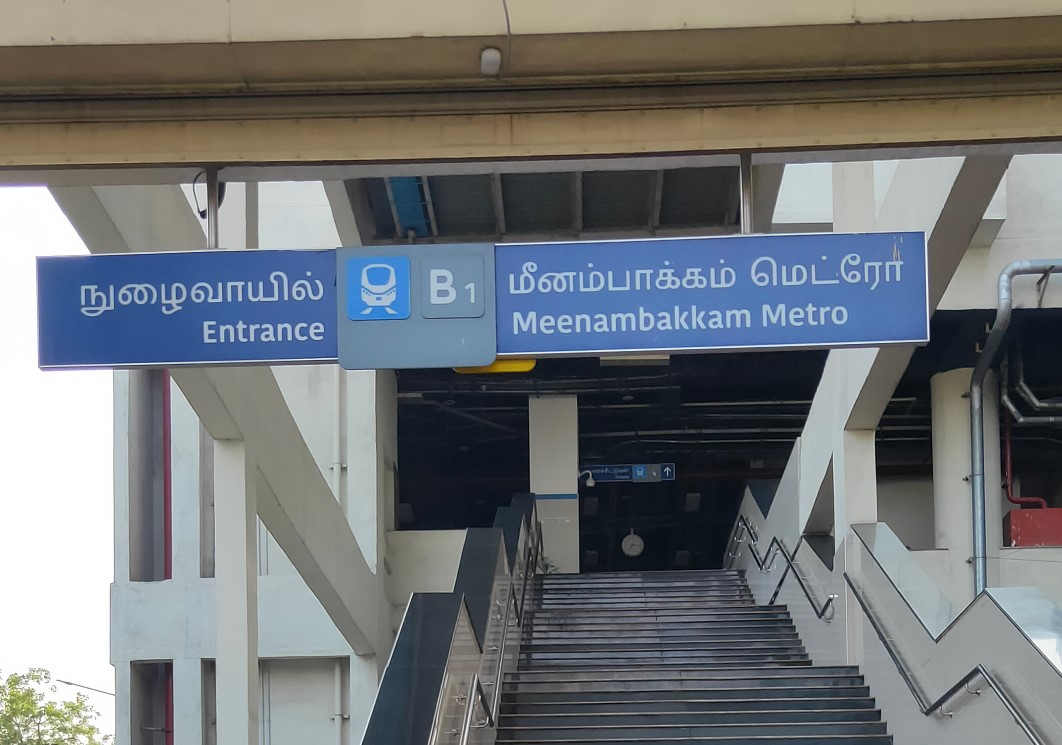
Metrostation Meenambakkam (2022)

Die Metrostation Meenambakkam (Tamil: மீனம்பாக்கம்) ist ein oberirdischer U-Bahnhof der Metro Chennai. Er wird von der Blauen Linie bedient.
Die Metrostation Meenambakkam befindet sich im Stadtteil Meenambakkam im Süden Chennais. Die Station liegt an der Ausfallstraße Grand Southern Trunk Road gegenüber dem Frachtterminal des Flughafens Chennai. Der Bahnhof Meenambakkam, der von der Chennaier Vorortbahn bedient wird, ist rund 500 Meter entfernt. Die Station Meenambakkam ist als Hochbahnhof konzipiert und befindet sich aufgeständert oberhalb der Grand Southern Trunk Road.
Die Station Meenambakkam wurde am 21. September 2016 als Teil des ersten Streckenabschnitts der Blauen Linie eröffnet.